# Search: WWW
Search: WWW (en hangul, 검색어를 입력하세요: WWW; romanización revisada, Geomsaekeoreul Ibryeokhaseyo: WWW) es una serie de televisión surcoreana emitida por tvN desde el 5 de junio hasta el 25 de julio de 2019.
Está protagonizada por Im Soo-jung, Lee Da-hee, Jang Ki-yong y Lee Jae-wook, junto con Jeon Hye-jin y Ji Seung-hyun en los roles antagónicos.

## Sinopsis
La serie narra la historia de las relaciones entre tres mujeres de treinta y tantos años, Bae Ta-mi, Cha Hyeon y Song Ga-kyeong, que trabajan en los dos principales portales web del país, Unicon y Barro, en competición por ocupar el primer lugar. Las tres alternan episodios de rivalidad y colaboración según se desarrolla la trama.

## Reparto

### Personajes principales
- Im Soo-jung como Bae Ta-mi (Tammy)[3][4]
- Lee Da-hee como Cha Hyeon (Scarlett)
- Jeon Hye-jin como Song Ga-kyeong
- Jang Ki-yong como Park Morgan
- Lee Jae-wook como Seol Ji-hwan
- Ji Seung-hyun como Oh Jin-woo

### Personajes secundarios
- Kwon Hae-hyo como Min Hong-joo (Brian)[5]
- Kim Nam-hee como Pyo Joon-soo (Matthew)[6]
- Woo Ji-hyun como Choi Bong-gi (Joseph)[7]
- Oh Ah-yeon como Jo Ah-ra (Ellie)
- Ha Seung-ri como Hong Yoo-jin (Jennie)
- Song Ji-ho como Choi Jeong-hoon (Alex)[8]
- Yoo Seo-jin como Na In-kyeong
- Tak Woo-suk como Kim Seon-woo
- Han Ji-wan como Jeong Da-in[9]
- Jo Hye-joo como Yoon Dong-joo[10]
- Ye Soo-jung como Jang Hee-eun
- Byeon Woo-seok como Han Min-gyoo
- Lee Dong Wook como Exnovio de Tammy

### Otros personajes
- Yoon Ji-on como el líder de la agencia de publicidad (ep. #3).
- Lee Ji-ha como la madre de Park Morgan.

### Apariciones especiales
- Lee Tae-ri como Godori, un artista de webtoon (ep. #7).
- Choi Jin-ho como Joo Seung-tae, un asambleísta (ep. #1-2).
- Seo Woo-jin

## Recepción
La crítica ha señalado que en esta serie las mujeres son las auténticas protagonistas: ya no se las presenta como la novia o la madre de un hombre, sino que lo son por derecho propio. Los personajes masculinos quedan en segundo plano. Aunque se desarrollan las relaciones amorosas de las tres, estas no son la trama principal, que se centra, en cambio, en las complejas relaciones de rivalidad y amistad que hay entre ellas. Hay, pues, una evolución en la presentación de los personajes femeninos con respecto a series anteriores, pues estos son mucho más ricos de matices.
Se ha mencionado por otra parte, primero en las redes sociales y después en la prensa, que existen algunas claras similitudes entre ciertas escenas de la serie y otras tantas del largometraje norteamericano Miss Sloane (2016). En concreto, la primera escena de la serie, con la audiencia de Bae Ta-mi; la escena en la que ella misma compara la fidelidad de los consumidores a los portales web con la que muestran hacia otro tipo de productos (ambas escenas en el capítulo 1); y también la escena del capítulo 16 en la que Song Ga-kyeong hace su denuncia e invita a buscar las pruebas de la misma a través de su propio portal web.

### Audiencia
| Ep. | Fecha de emisión    | Título                              | Índice de audiencia (AGB Nielsen) | Índice de audiencia (AGB Nielsen) |
| Ep. | Fecha de emisión    | Título                              | Corea del Sur                     | Seúl                              |
| --- | ------------------- | ----------------------------------- | --------------------------------- | --------------------------------- |
| 1 | 5 de junio de 2019  | This Is the Internet                | 2.431 %                           | 3.004 %                           |
| 2 | 6 de junio de 2019  | My Greed Has No Motivation          | 3.190 %                           | 4.006 %                           |
| 3 | 12 de junio de 2019 | When Your Passion Is Fueled by Love | 3.221 %                           | 3.741 %                           |
| 4 | 13 de junio de 2019 | Top Actor Han Min Kyu               | 3.250 %                           | 4.157 %                           |
| 5 | 19 de junio de 2019 | Keyword: Bae Ta Mi                  | 3.109 %                           | 3.638 %                           |
| 6 | 20 de junio de 2019 | The Lex Series Laptop               | 3.578 %                           | 4.416 %                           |
| 7 | 26 de junio de 2019 | Leverage                            | 3.363 %                           | 3.663 %                           |
| 8 | 27 de junio de 2019 | Marriage                            | 3.320 %                           | 3.832 %                           |
| 9 | 3 de julio de 2019  | Striking Back                       | 3.652 %                           | 3.860 %                           |
| 10 | 4 de julio de 2019  | Happy Birthday?                     | 3.165 %                           | 3.301 %                           |
| 11 | 10 de julio de 2019 | Mixed Emotions for Ta Mi            | 4.003 %                           | 4.442 %                           |
| 12 | 11 de julio de 2019 | My Homepage                         | 3.488 %                           | 4.210 %                           |
| 13 | 17 de julio de 2019 | A Common Cause                      | 3.906 %                           | 4.727 %                           |
| 14 | 18 de julio de 2019 | Main Page Reformation               | 3.567 %                           | 4.247 %                           |
| 15 | 24 de julio de 2019 | The Long-Awaited Victory            | 4.089 %                           | 4.714 %                           |
| 16 | 25 de julio de 2019 | Defending Justice                   | 4.199 %                           | 4.825 %                           |
| Índice | Índice              | Índice                              | 3.471 %                           | 4.049 %                           |
| - En la tabla superior, en azul aparecen los índices inferiores, y en rojo los índices superiores. - Las series distribuidas por cable o televisión de pago normalmente tienen una audiencia inferior frente a las emitidas en abierto. |                     |                                     |                                   |                                   |

## Emisiones internacionales
- Ecuador : Teleamazonas (2020).
- Chile: ETC (2020).
- Perú:  Willax Televisión (2020).
- Indonesia: tvN Asia (2019).
- Malasia: tvN Asia (2019).
- Singapur: tvN Asia (2019).
- Taiwán: Star Chinese Channel y Star Entertainment Channel (2019).
- Filipinas: TV5 (2021).

## Premios y candidaturas
| Año  | Premio                  | Categoría                     | Destinatario    | Resultado | Ref.          |
| ---- | ----------------------- | ----------------------------- | --------------- | --------- | ------------- |
| 2019 | 12th Korea Drama Awards | Top Excellence Award, Actress | Im Soo-jung     | Candidata | [ 14 ] [ 15 ] |
| 2019 | 12th Korea Drama Awards | Best Original Soundtrack      | "WOW" (Mamamoo) | Candidata | [ 14 ] [ 15 ] |